# Sega TeraDrive
Le TeraDrive (テラドライブ, TeraDoraibu) est un PC avec une architecture 16 bits embarquant un hardware de Mega Drive, développé par Sega et fabriqué par IBM.
Le système est uniquement sorti au Japon, où Sega avait bon espoir qu'avec l'intégration de sa console Mega Drive — alors populaire – dans un IBM PC, l'ensemble serait attrayant pour les potentiels clients désireux d'acheter un ordinateur personnel. Mais le TeraDrive est un échec commercial. Un autre système sur base PC est également en phase de réflexion chez Sega, sous la direction de l'ex-exécutif de chez IBM, Narutomi, mais il n'a probablement jamais dépassé le stade des discussions en raison de l'échec du TeraDrive.
Le TeraDrive permet la lecture des jeux Mega Drive parallèlement à la partie PC lorsqu'elle est utilisée, puisqu'une interaction entre la Mega Drive et le matériel de l'ordinateur est possible. Son interface est composée d'un menu de démarrage avec plusieurs options, comprenant un gestionnaire de fichiers, DOS, une horloge et le mode Mega Drive. Il y a très peu d'informations connues en anglais à propos du TeraDrive ou du développement de logiciels sur la plate-forme.
Les chiffres de production ne sont pas connus.

## Modèles
Trois modèles de Sega TeraDrive étaient disponibles à la vente, allant de 148 000 yens (1 100$ USD) à 248 000 yens (1 840$ USD).
| Modèle                     | Modèle 1 | Modèle 2 | Modèle 3 |
| -------------------------- | --- | --- | --- |
| Prix (au lancement)        | 148 000 JPY | 188 000 JPY | 248 000 JPY |
| Processeurs                | AMD 80286 à 10 MHz, Motorola 68000, Zilog Z80 | AMD 80286 à 10 MHz, Motorola 68000, Zilog Z80 | AMD 80286 à 10 MHz, Motorola 68000, Zilog Z80 |
| RAM (disponible / maximum) | 640 Ko / 2,5 Mo | 1 Mo / 2,5 Mo | 2,5 Mo / 2,5 Mo |
| Stockage                   | 1 lecteur de disquettes HD | 2 lecteurs de disquettes HD | 1 lecteur de disquettes HD, 1 HDD 30 Mo |
| Modes graphiques           | - Mode PC - 640×480 pixels (262 144 couleurs / 16 simultanées) - 320×200 pixels (262 144 couleurs / 256 simultanées ; Mode 13h) - Mode Mega Drive - 320×224 pixels (512 couleurs / 64 simultanées) | - Mode PC - 640×480 pixels (262 144 couleurs / 16 simultanées) - 320×200 pixels (262 144 couleurs / 256 simultanées ; Mode 13h) - Mode Mega Drive - 320×224 pixels (512 couleurs / 64 simultanées) | - Mode PC - 640×480 pixels (262 144 couleurs / 16 simultanées) - 320×200 pixels (262 144 couleurs / 256 simultanées ; Mode 13h) - Mode Mega Drive - 320×224 pixels (512 couleurs / 64 simultanées) |
| Ports d'entrées/sorties    | - PC - 1 port VGA - 1 port parallèle - 2 ports série RS-232C - 2 ports PS/2 - 1 port d'extension ISA - Mega Drive - 2 ports manettes et périphériques D-sub 9 broches DE-9M                        | - PC - 1 port VGA - 1 port parallèle - 2 ports série RS-232C - 2 ports PS/2 - 1 port d'extension ISA - Mega Drive - 2 ports manettes et périphériques D-sub 9 broches DE-9M                        | - PC - 1 port VGA - 1 port parallèle - 2 ports série RS-232C - 2 ports PS/2 - 1 port d'extension ISA - Mega Drive - 2 ports manettes et périphériques D-sub 9 broches DE-9M                        |
| Système d'exploitation     | IBM DOS (en) J4.0/V | IBM DOS (en) J4.0/V | IBM DOS (en) J4.0/V |